# دانشگاه مسی
دانشگاه مَسی (انگلیسی: Massey University) (مائوری: Te Kunenga ki Pūrehuroa) نام یکی از دانشگاه‌های بزرگ نیوزلند است و دارای سه پردیس در شهرهای پالمرستون شمالی، اوکلند و ولینگتون است. دانشگاه ماسی ۳۰۸۸۳ دانشجو دارد که ۱۳۷۹۶ نفر از آنها دانشجوی آموزش از راه دور هستند که بدون احتساب دانشجویان بین‌المللی آن را به دومین دانشگاه بزرگ نیوزلند تبدیل می‌کند. تحقیقات در هر سه پردیس انجام می‌شود و بیش از ۳۰۰۰ دانشجوی بین‌المللی از بیش از ۱۰۰ کشور در این دانشگاه تحصیل می‌کنند.